# Provincia Syunik
Provincia Syunik (armeană Սյունիք) este o provincie situată în sudul Armeniei. Capitala sa este orașul Kapan.